# Eleonore von Schwarzenberg

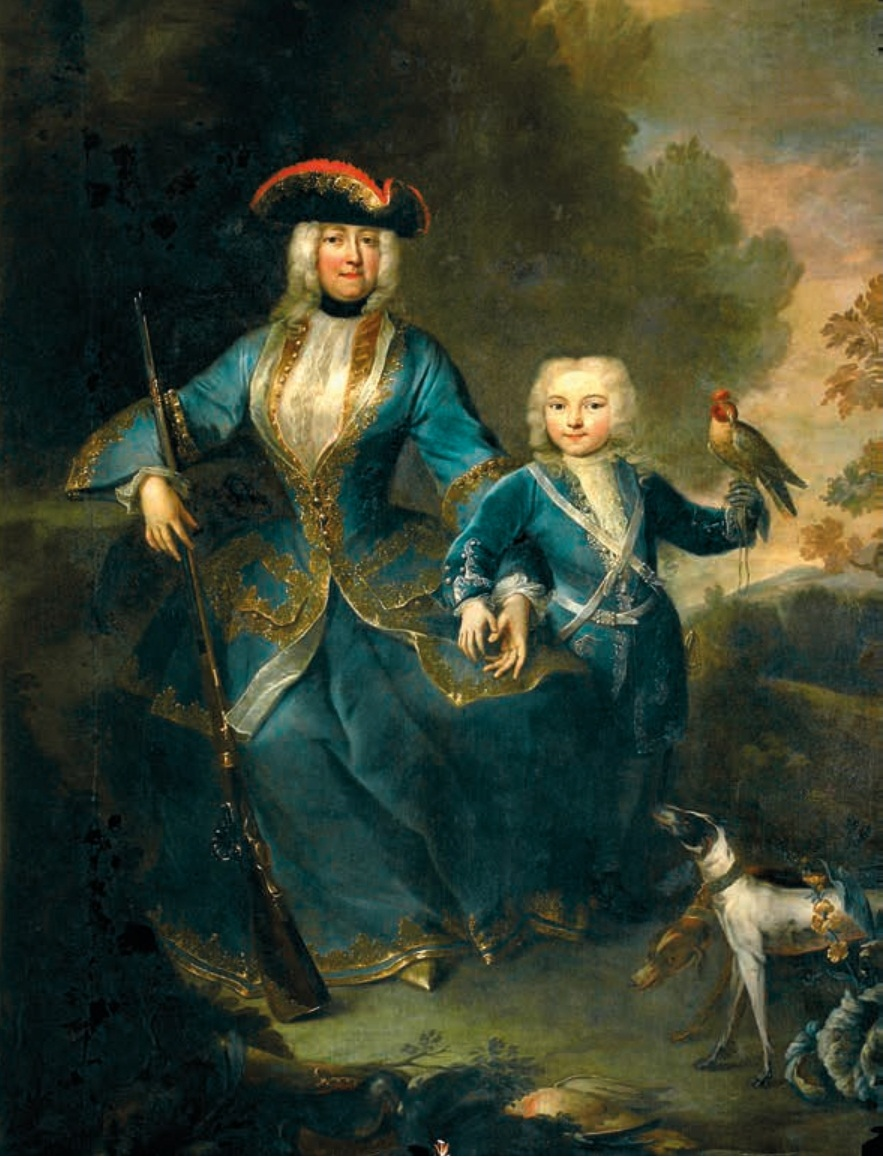
Maximilian Hannel: Fürstin Eleonore Amalia mit ihrem Sohn Joseph Adam, Öl auf Leinwand, um 1727

Prinzessin Eleonore Elisabeth Amalia Magdalena von Lobkowitz (* 20. Juni 1682 in Wien; † 5. Mai 1741 im Palais Schwarzenberg in Wien) war ein Mitglied des Hauses Lobkowitz und durch Heirat Fürstin zu Schwarzenberg.

## Leben
Eleonore Amalia kam in Wien und nicht wie oft falsch angegeben in Mělník zur Welt und wurde in der Kapelle des kaiserlichen Lustschlosses Favorita getauft. Die Taufe wurde in den Matrikeln der Michaelerkirche vermerkt. Eine beglaubigte Abschrift aus der Taufmatrik wird im Staatlichen Gebietsarchiv Třeboň (SOA  Třeboň) aufbewahrt. Sie war die Tochter des Fürsten Ferdinand August von Lobkowitz (1655–1715), Herzog von Sagan, und seiner zweiten Ehefrau, der Markgräfin Maria Anna Wilhelmine von Baden-Baden (1655–1701), Tochter von Markgraf Wilhelm und seiner zweiten Gattin, der Gräfin Maria Magdalena von Oettingen-Baldern.
Am 13. Dezember 1701 heiratete Prinzessin Eleonore Amalia in Wien den Erbprinzen (seit 1690) Adam Franz Karl Eusebius zu Schwarzenberg (1680–1732), späteren 3. Fürsten zu Schwarzenberg (seit 1703) und 8. Herzog von Krumau (seit 1723), den zweitgeborenen Sohn des Fürsten Ferdinand Wilhelm Eusebius und der Gräfin Maria Anna von Sulz. Das Eheleben gestaltete sich von Anfang an schwierig; seit 1710 war es durch eine beinahe zwölf Jahre andauernde Ehekrise geprägt, während der Eleonore Amalia von ihrem Gatten aus Wien verbannt wurde. Das erste Trennungsjahr verbrachte sie mit ihrem Vater auf Reisen und auf seinen Schlössern im Reich und in Böhmen. Danach erhörte Adam Franz ihre Bitten, sie zumindest auf einem seiner Güter unterzubringen. Für den Sommer 1711 wies er ihr das Schloss Chřešťovice bei Albrechtice nad Vltavou, ab Herbst 1711 das Schloss Frauenberg zu. Als Grund für die Verbannung galt angebliche Untreue der Fürstin. Die tatsächliche Ursache lag wohl darin, dass die Heirat von Adam Franz mit Eleonore Amalia durch dessen Vater erzwungen worden war. Adam Franz hatte als Erbprinz während seiner Kavaliersreise in Rom Maria Karoline Gräfin Althann kennengelernt und ihr ohne elterliche Zustimmung ein Eheversprechen gegeben. Der Vater ließ die heimliche Verlobung für ungültig erklären; sie wurde im Juli 1701, kurz vor der Verlobung mit Eleonore Amalia, gelöst. Weitere Beweggründe waren weitaus prosaischer: Von der vertraglich zugesicherten Mitgift der Lobkowitzer Prinzessin in Höhe von 20.000 Gulden wurden zu Lebzeiten ihres Vaters lediglich 3.000 Gulden an ihren Gatten überwiesen. Die Fürstin musste den Rechtsweg beschreiten, um die Auszahlung zu erzwingen. Nachdem sie die Hochzeit der Tochter Maria Anna erfolgreich arrangiert hatte, erlaubte ihr Adam Franz auf die von ihm gerade ererbte neue Hauptresidenz der Schwarzenberg, Schloss Krumau, zu übersiedeln, und die Beziehung des Fürstenpaares besserte sich allmählich. Der Legende nach versöhnten sich die Eheleute nach einer zufälligen Begegnung im Prager Veitsdom am Grab des Johannes Nepomuk, der seitdem als der Schutzheilige der Familie Schwarzenberg gilt. Die Versöhnung wurde durch die Geburt des ersten und einzigen männlichen Nachkommen besiegelt. Als Dank dafür, dass sie im Alter von 42 Jahren noch einen Thronfolger gebar, stiftete das Ehepaar die St.-Nepomuks-Kapelle in der St.-Veits-Kirche zu Krumau.
Ihr Gatte starb nach 31 Ehejahren durch einen Jagdunfall bei einer Hirschjagd auf den kaiserlichen Besitzungen bei Brandeis an der Elbe. Den tödlichen Schuss gab Kaiser Karl VI. ab, in dessen Schusslinie der Fürst geraten war. Nach dem Tod ihres Mannes nahm der Kaiser Eleonores Sohn zu sich nach Wien und zahlte der Witwe einen fürstlichen Unterhalt von jährlich 5.000 Gulden. In ihren letzten Lebensjahren erkrankte Eleonore schwer. Sie setzte ihre Hoffnung auf verschiedene ungewöhnliche Heilmethoden und holte auch Alchimisten und Okkultisten nach Krumau.
Fürstin Eleonore Amalia starb am 5. Mai 1741 in der Schwarzenbergischen Residenz in Wien. Franz von Gerstorff, der Leibarzt von Kaiser Karl VI., beantragte eine Obduktion. Aufgrund des Obduktionsberichtes ergeben sich Hinweise auf einen metastasierenden, zystischen Eierstockkrebs. Ihr Leichnam wurde auf ihren ausdrücklichen, im Testament vom 28. April 1741 festgehaltenen Wunsch nicht in der schwarzenbergischen Familiengrablege in der Wiener Augustinerkirche, sondern in der von ihr gestifteten St.-Nepomuks-Kapelle in der St.-Veits-Kirche in Krumau bestattet, ihre Innereien wurden in die Augustinerkirche nach Třeboň überführt und ihr entnommenes Herz neben dem ihres Gatten in der Nepomuk-Kapelle in der St.-Veits-Kirche zu Krumau beigesetzt.

## Familie
Aus der Ehe gingen zwei Kinder hervor:
- Maria Anna (1706–1755) ⚭ 1721 Markgraf Ludwig Georg Simpert von Baden-Baden[6] (1702–1761)
- Joseph I. Adam Johann Nepomuk Franz de Paula Joachim Judas Thaddäus Abraham (1722–1782), 4. Fürst von und zu Schwarzenberg

⚭ 1741 Prinzessin Maria Theresia von und zu Liechtenstein (1721–1753)

## Namen in verschiedenen Lebensphasen
- 1682–1701 Prinzessin von Lobkowitz
- 1701–1703 Erbprinzessin von Schwarzenberg
- 1703–1732 Fürstin zu Schwarzenberg; Herzogin zu Krummau und Gräfin von Sulz
- 1732–1741 Fürstin-Witwe zu Schwarzenberg

## Film
2007 versuchte der österreichische Dokumentarfilm Die Vampirprinzessin, Indizien für die Thesen zu sammeln, Fürstin Eleonore Amalia sei zu Lebzeiten für eine Vampirin gehalten worden und habe als Namensgeberin für Gottfried August Bürgers Ballade Lenore sowie als eine der Inspirationsquellen für Bram Stokers Roman Dracula gedient.